# Dendrobium brassii
Dendrobium brassii là một loài thực vật có hoa trong họ Lan. Loài này được T.M.Reeve & P.Woods mô tả khoa học đầu tiên năm 1989.